# Aéroport de Brač
L'Aéroport de Brač ou Aéroport de Bol est un aéroport situé sur l'ile de Brač en Croatie près de la ville de Bol. Il est desservi principalement par des avions privés et régionaux pendant la saison estivale avec des vols charters en provenance de Zagreb et des aéroports de l'Europe centrale.

## Histoire
L’aéroport de Brač fut mis en service en 1993, pendant la guerre en Croatie et utilisé exclusivement pour les besoins de l’armée jusqu’en 1995.
Il abrita un détachement de soldats américains qui utilisèrent ses installations pour effectuer grâce à des drones, des vols d’observations au-dessus de la Bosnie-Herzégovine et de la Croatie.
Le 1er janvier 1994, les militaires croates interpelèrent l’attaché militaire allemand en poste à Zagreb, Hans Schwan, alors qu’il était en train d'observer et photographier ses installations. Cet incident entraîna par la suite, le transfert de l’équipement de surveillance et des drones américains sur l’aérodrome de la base militaire de Šepurine à proximité de Zadar.

## Situation
| \| 50 km1:1 970 000 \| Zagreb-Pleso Brač Dubrovnik Osijek Pula Rijeka Split Zadar |
| 50 km1:1 970 000                                                                  |

## Compagnies et destinations
| Compagnies       | Destinations                                                                                    |
| ---------------- | ----------------------------------------------------------------------------------------------- |
| Croatia Airlines | En saison : Munich-F. J. Strauß, Zagreb-Pleso En saison charter: Graz-Thalerhof, Linz-Horsching |
| Goldeckflug      | En saison Charter : Wiener Neustadt                                                             |
| Luxair           | En saison: Luxembourg-Findel                                                                    |
| SkyAlps          | En saison : Bolzano En saison charter: Bratislava-M. R. Štefánik, Košice (Cassovie)-Barca       |

Édité le 19/05/2019 Actualisé le 15/02/2023

## Statistiques
Le graphique qui aurait dû être présenté ici ne peut pas être affiché car il utilise l'ancienne extension Graph, désactivée pour des questions de sécurité. Des indications pour créer un nouveau graphique avec la nouvelle extension Chart sont disponibles ici.

Voir la requête brute et les sources sur Wikidata.